# Grand Prix automobile d'Espagne 1926

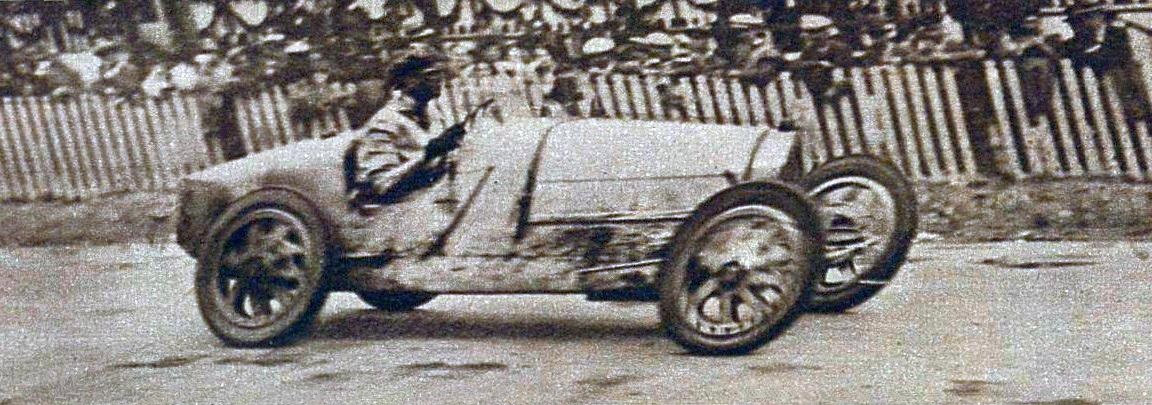
Meo Constantini vainqueur de l'édition 1926, sur Bugatti Type 35.

Le Grand Prix automobile d'Espagne 1926 est un Grand Prix qui s'est tenu sur le circuit de Lasarte le 25 juillet 1926.

## Classement de la course
| Pos. | no | Pilote                      | Châssis          | Tours | Temps/Abandon   |
| ---- | -- | --------------------------- | ---------------- | ----- | --------------- |
| 1    | 15 | Meo Costantini              | Bugatti Type 35  | 40    | 5 h 35 min 47 s |
| 2    | 16 | Jules Goux                  | Bugatti Type 35  | 40    | + 16 min 28 s   |
| 3    | 13 | Louis Wagner Robert Benoist | Delage 2LCV      | 40    | + 21 min 10 s   |
| 4    | 17 | Ferdinando Minoia           | Bugatti Type 35  | 40    | + 21 min 40 s   |
| 5    | 20 | Ferry                       | Bugatti Type 35  | 33    | + 7 tours       |
| NC.  | 18 | "Williams"                  | Bugatti Type 35T | 30    | + 10 tours      |
| Abd. | 11 | Robert Benoist              | Delage 2LCV      | 9     | Compresseur     |
| Abd. | 12 | André Morel                 | Delage 2LCV      | 9     | Compresseur     |
| Abd. | 14 | Henry Segrave               | Sunbeam          | 6     | Roulement       |
| Abd. | 5  | René De Buck                | Bugatti Type 35T | 5     |                 |

- Légende: Abd.=Abandon, NC.=Non Classé.

## Pole position et record du tour
- Pole position :
- Record du tour :  Meo Costantini (Bugatti).